# Mike Schuler
Michael Harold Schuler, detto Mike (Portsmouth, 22 settembre 1940 – 28 giugno 2022), è stato un allenatore di pallacanestro statunitense, professionista nella NBA.

## Palmarès
- NBA Coach of the Year (1987)